# Eodelena loftiensis
Eodelena loftiensis är en spindelart som beskrevs av Hirst 1991. Eodelena loftiensis ingår i släktet Eodelena och familjen jättekrabbspindlar.
Artens utbredningsområde är Sydaustralien. Inga underarter finns listade i Catalogue of Life.